# 萱野站

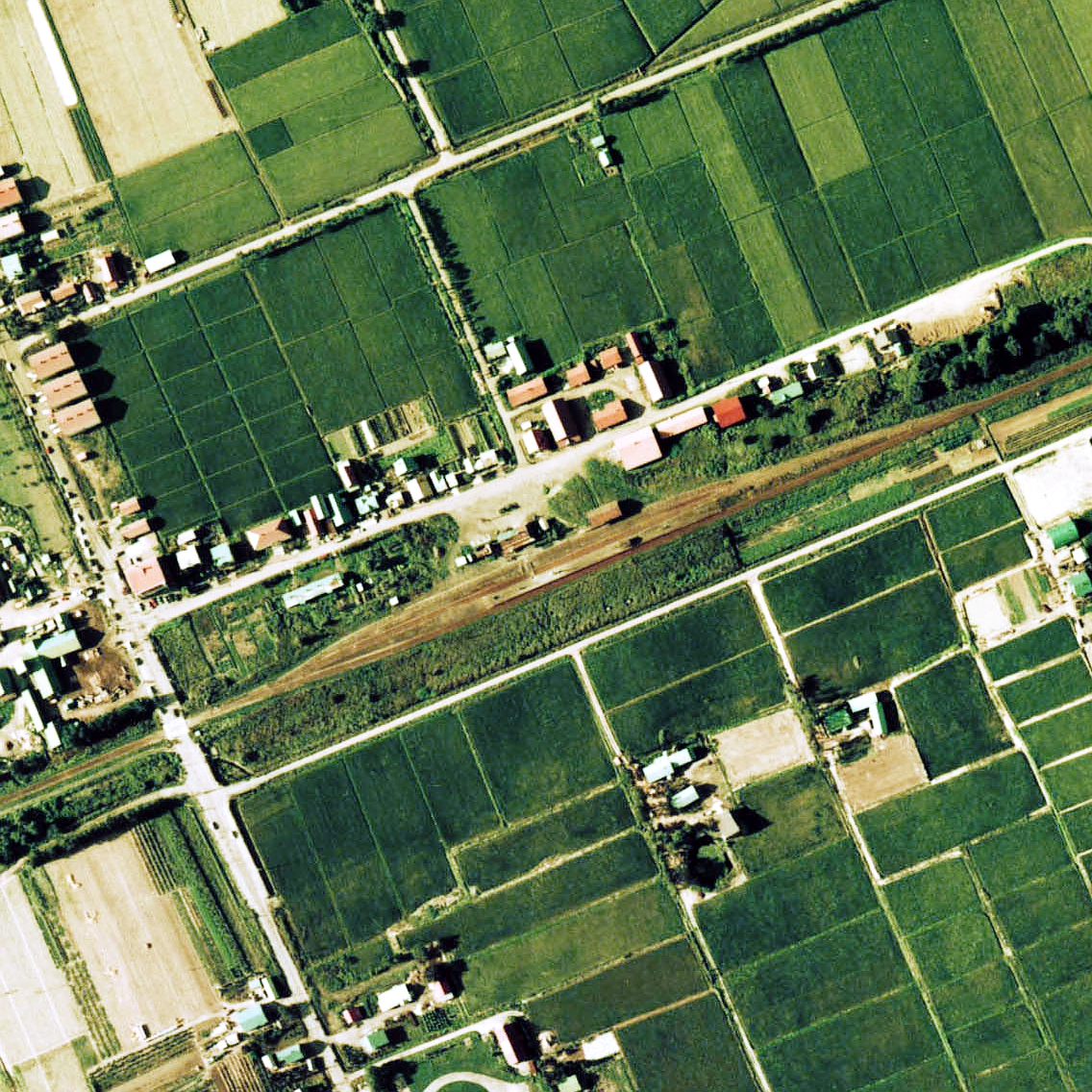
1976年的萱野站與方圓500米範圍。左邊是岩見澤方面。當時設有1面2線的島式月台，車站大樓前設有貨物起卸線。車站大樓旁邊靠近三笠一方設有貨物月台。後來在取消貨物起卸後，貨物線也被撤走。島式月台靠近車站大樓一方的路軌變成引込線。

萱野站（日语：／ Kayano eki */?）是位於北海道三笠市萱野，北海道旅客鐵道（JR北海道）的幌內線車站（廢站）。隨著幌內線全線廢線，車站在1987年（昭和62年）7月13日廢除。

## 歷史
車站附近原本為純農村地帶，早期已經開墾農地，以供給農作物給三笠市和岩見澤市。在1898年（明治31年）起，此地區的有志人士開始發起設置車站運動。在1910年（明治43年）起，位於此站位置的三笠山村開始向當局陳情，希望能設置車站。在1912年（明治45年）6月獲得受理，同年11月開始工程。開站翌年1914年（大正3年），於車站附近的日本製麻萱野工場開始作業。在1925年（或大正14年），工場關閉前，車站一直蓬勃發展。有說法是車站啟用是由於開設工場。當工場關閉後，此站的使用量一度低落，後來由於周邊地區人口增加，使使用量回復。
- 1913年（大正2年）9月11日：鐵道院幌內線萱野站啟用[3]。當時為一般車站[3]。
- 1981年（昭和56年）5月25日：結束處理貨物和行李[4]。成為無人車站[5]。
- 1984年（昭和59年）2月1日：成為簡易委託車站。
- 1987年（昭和62年）
  - 4月1日：伴隨國鐵分割民營化，車站由北海道旅客鐵道（JR北海道）營運[1]。
  - 7月13日：幌內線全線廢除，此站也廢除[6][1]。

### 站名的由來
車站名稱源自阿伊努語「サラ=ヌプ」，其意思「茅和蘆葦叢」。在開拓當初車站附近地方長滿茅和蘆葦。在1887年（明治20年），入植者取其為地區名。

## 車站構造
截至車站廢除前，此站是地面車站，設有1面1線的島式月台（只使用單邊）。此站是無人車站。從此站設有1面2線的島式月台，當時可進行列車交會。在車站啟用時設有車站大樓，位於站內北邊。

## 車站周邊
- 三笠市立萱野中學
- 北海道中央巴士（日语：北海道中央バス）（高速三笠號）「萱野」巴士站

## 現況
舊萱野車站大樓在廢線後被荒廢。在當地町內會經過裝修後，2000年代起變成騎士之家（Rider's House）。在2020年4月至10月之間，鄰近的理髪店被委托管理該大樓。車站遺址設置了守車Yo8103。

## 相鄰車站
北海道旅客鐵道
幌內線
榮町－萱野－三笠

## 注腳
1. 1 2 3 4  石野哲（編）. . JTB. 1998: 841. ISBN 978-4-533-02980-6 （日语）.
2. ↑  新三笠市史 平成5年發行，幌內線史 昭和63年發行等。
3. 1 2  《官報》 1913年09月10日　鐵道院告示第72號 （页面存档备份，存于）（日語）（國立國會圖書館數碼化收藏）
4. ↑  . 官報. 1981-05-23 （日语）.
5. ↑  . 鐵道公報 (日本國有鐵道總裁室文書課). 1981-05-23: 2 （日语）.
6. ↑  今尾惠介《日本鉄道旅行地図帳》1號 北海道，新潮社，2008年，p.36
7. ↑  新三笠市史 平成5年1月發行，P28。
8. ↑  【北海道の鉄道発祥地　幌内線・鉄道遺産を訪ねて (1)】1,000円で宿泊可能なライダーハウスに転用された「萱野駅」 （页面存档备份，存于）（日語） - 鐵道Channel